# 기디마카주

기디마카주

기디마카주(아랍어: ولاية كيدي ماغة, 프랑스어: Guidimakha)는 모리타니 최남단에 위치한 주로, 주도는 셀리바비이며 면적은 10,300km2, 인구는 186,697명(2000년 기준)이다. 북동쪽으로는 아사바주, 서쪽으로는 고르골주와 인접해 있고 남동쪽으로는 말리, 남서쪽으로는 세네갈과 국경을 맞대고 있으며 2개 현(울드옝게현, 셀리바비현)을 관할한다.